# Tricolia retrolineata
Tricolia retrolineata is een slakkensoort uit de familie van de Phasianellidae. De wetenschappelijke naam van de soort is voor het eerst geldig gepubliceerd in 2008 door Nangammbi & Herbert.